# Citterio
La Giuseppe Citterio S.p.A è un'azienda italiana operante nel settore alimentare.

## Storia
La società, fondata da Giuseppe Citterio nel 1878 a Rho, è uno dei marchi storici del settore alimentare italiano. L'azienda nacque dapprima per produrre il salame Milano, prodotto con la ricetta sviluppata dal fondatore dell'azienda e destinato all'esportazione in America.
Giuseppe Citterio introdusse un diverso processo produttivo del salame rispetto a quello della tradizione, che fino ad allora aveva seguito i cicli stagionali. Intuì infatti come rendere continua la produzione attraverso l'implementazione nel sito produttivo di cantine dotate di "sguass", vasche in cemento che custodivano il ghiaccio accumulato nei mesi invernali.
Citterio partecipa alla prima Esposizione nazionale italiana del 1881 a Milano e riceve il riconoscimento ufficiale, la Medaglia d'Oro. Fra il 1891 e il 1894 Citterio viene insignito di quattro ulteriori Medaglie d'oro.
Negli anni quaranta del Novecento, durante l'occupazione militare dello stabilimento di Rho, la produzione si arresta totalmente e l'azienda chiude per un breve periodo.
Nel 1955 Citterio si dota di un laboratorio di analisi chimiche interno, sviluppato per analizzare e controllare tutti gli aspetti produttivi e salvaguardare, così, la sicurezza degli impianti e delle carni. Nel 1958 l'azienda inizia la produzione e la vendita degli affettati sottovuoto. 
Nel 1986 mette sul mercato le confezioni ad atmosfera protettiva pensate per mantenere intatta la freschezza del prodotto.
Negli anni novanta e duemila a dirigere l'azienda è la quinta generazione della famiglia Citterio. 
Nel 2015 Citterio prende nuovamente parte all'Expo di Milano diventando partner principale e ambasciatore della Salumeria Italiana per Expo 2015.

## Produzione
A partire dagli anni Sessanta Citterio inizia ad acquisire piccole aziende famigliari italiane per avvicinare la produzione dei salumi ai loro luoghi d’origine e riuscire così a stringere maggiormente il legame fra territorio e prodotto in difesa dei marchi DOP e IGP.
Oltre a un impianto aperto nel 1974 negli Stati Uniti (Freeland) e ancora oggi operativo, gli stabilimenti attivi ad oggi sono 7 in diverse regioni italiane: Vignola, Gordona, Pandino, Santo Stefano Ticino, Poggio S.Ilario-Felino, San Daniele del Friuli e Soprabolzano-Renon.
La forza lavoro globale è di circa 1400 persone.
Il sito produttivo di Santo Stefano Ticino, aperto nel 2008, è sia lo stabilimento che produce mortadella e salame che la sede del laboratorio di ricerca e sviluppo dell’azienda. Il polo è stato progettato per rispettare maggiormente l'ambiente al fine di diminuire le emissioni di anidride carbonica nella produzione e infatti oggi conta 4.000 moduli fotovoltaici che consentono la riduzione di emissioni di C02 di 1.500 tonnellate all’anno.